# Johannes Arnoldus Bakhuizen

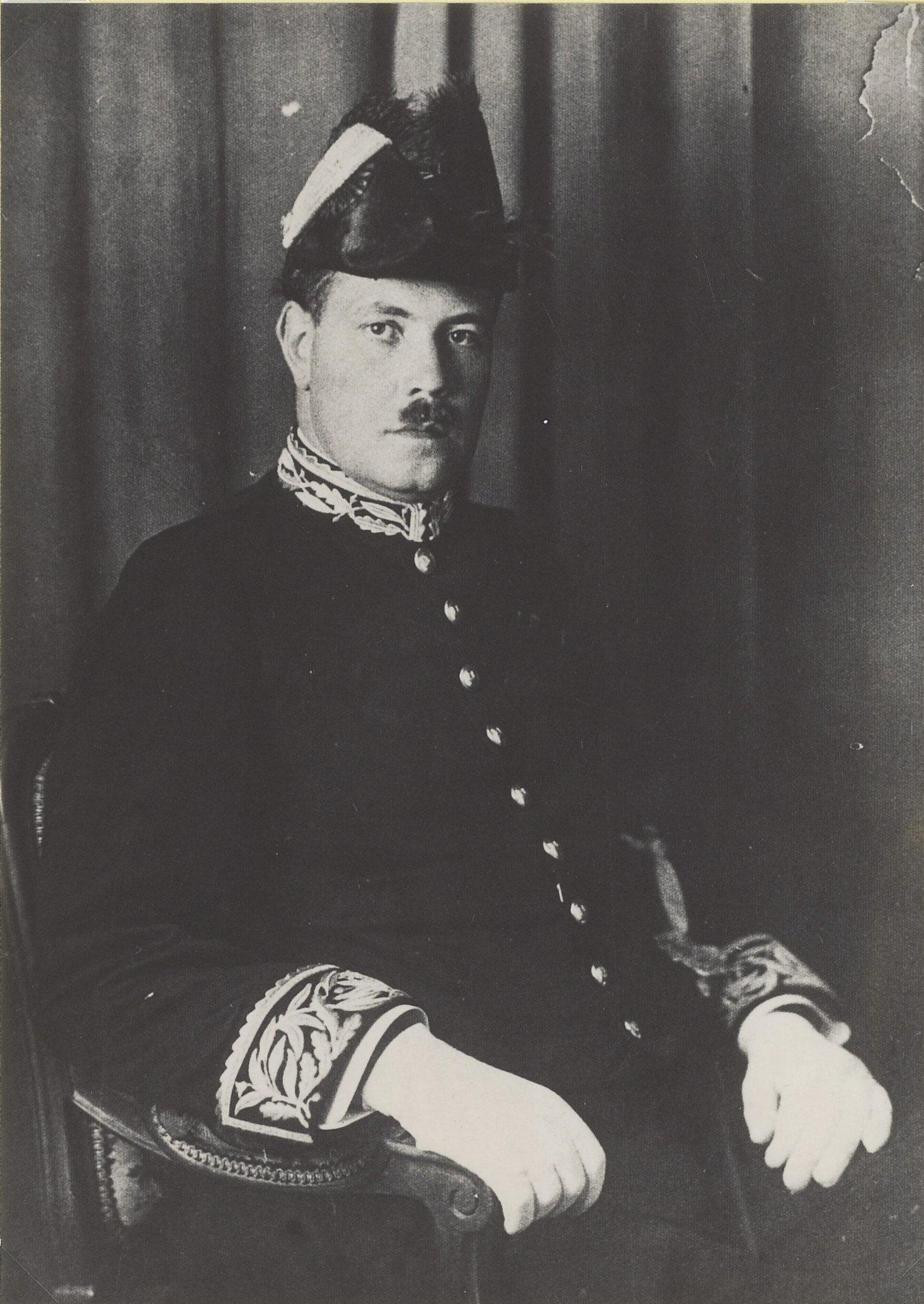
J.A.A. Bakhuizen in ambtskostuum

Johannes Arnoldus Bakhuizen (Nieuwer-Amstel, 27 april 1891 – Schiedam, 23 augustus 1966) was een Nederlands politicus van de ARP.
Hij werd geboren als zoon van Johannes Arnoldus Bakhuizen (1845-1896) en Aaltje Visser (*1852). Hij begon zijn ambtelijke loopbaan in 1910 als volontair bij de gemeentesecretarie van Schoten en daarna werkte hij bij de gemeente Ilpendam. Bakhuizen was bij de gemeente Naarden hoofd van het distributiebureau voor hij midden 1917 benoemd werd tot burgemeester van Spaarndam. Vanaf 1922 was Bakhuizen de burgemeester van de gemeenten Leimuiden en Rijnsaterwoude en in 1936 werd hij bovendien de burgemeester van Nieuwveen. Hij zou van die drie gemeenten de burgemeester blijven tot zijn pensionering in mei 1956. Daarna verhuisde hij naar Schiedam waar zijn dochter woonde.
Bakhuizen overleed in 1966 op 75-jarige leeftijd in een Schiedams ziekenhuis.